# 桑盾蝽
桑盾蝽（学名：Poecilocoris druraei）为盾背蝽科桑盾蝽屬下的一个种。